# لوک نقشه تبه‌کار را خنثی می‌کند
لوک نقشه تبه‌کار را خنثی می‌کند (انگلیسی: Luke Foils the Villain) یک فیلم کمدی صامت کوتاه به کارگردانی هال روچ است که در سال ۱۹۱۶ منتشر شد. از بازیگران این فیلم می‌توان به هارولد لوید، اسناب پالرد و ببه دنیلز اشاره کرد.